# Bawırjan Baýtana
Bawırjan Baýtana (in kazako Бауыржан Байтана?; 6 giugno 1992) è un calciatore kazako, centrocampista del Qayrat.

## Carriera

### Club
Ha giocato nella massima serie kazaka con varie squadre.

### Nazionale
Ha giocato nelle nazionali giovanili kazake Under-19 ed Under-21.
Il 12 agosto 2014 ha esordito con la nazionale kazaka nell'amichevole vinta per 2-1 contro il Tagikistan.

## Palmarès

### Club

#### Competizioni nazionali
- Coppa del Kazakistan: 1

Aqtobe: 2024